# Entedon cyanellus
Entedon cyanellus är en stekelart som beskrevs av Johan Wilhelm Dalman 1820. Entedon cyanellus ingår i släktet Entedon och familjen finglanssteklar. Enligt den finländska rödlistan är arten otillräckligt studerad i Finland. Arten är reproducerande i Sverige. Inga underarter finns listade i Catalogue of Life.